# Парламентские выборы в Венесуэле (2015)
Парламентские выборы в Венесуэле прошли 6 декабря 2015 года. Оппозиция одержала победу на выборах, заняв 109 мест из 164. Это стало первой победой оппозиции на общенациональных выборах за последние 16 лет.

## Справка
С 2000 года на выборах в Национальную ассамблею большинство неизменно получали политические силы, которые поддерживали президента Уго Чавеса. Во время парламентских выборов 2005 года ведущие оппозиционные партии отказались в них участвовать, в результате чего все места в Национальной ассамблее получили правящая партия Движение за Пятую республику и другие политические силы, которые поддерживали Чавеса.
Для участия в выборах 2010 года был сформирован блок оппозиционных партий «Круглый стол демократического единства», которому удалось получить 64 места. Единая социалистическая партия Венесуэлы (ЕСПВ), которая была сформирована Чавесом на основе Движения за Пятую республику и ряда мелких левых партий, получила 96 мест и сохранила большинство в ассамблее, однако потеряла квалифицированное большинство для которого необходимо иметь две трети и три пятых голосов в парламенте. Оставшиеся два места получила небольшая политическая партия левого толка «Отечество для всех».
После смерти Чавеса в 2013 году, Николас Мадуро, которого сам Чавес назвал своим преемником, был избран президентом с небольшим отрывом от своего соперника. На этом посту он продолжил политику Чавеса. «Круглый стол демократического единства» в преддверии выборов объявил, что намерен улучшить свой результат по сравнению с предыдущими выборами и положить конец монополии правительства ЕСПВ, в то время как Мадуро заявил, что верит в своих избирателей, которые помогут сторонникам продолжения Боливарианкой революции сохранить большинство.

## Акции протеста
В 2014 году в Венесуэле состоялся ряд акций протеста и демонстраций. Протесты были вызваны инфляцией, ростом преступности и дефицитом потребительских товаров в Венесуэле. Протесты были в основном мирными, хотя некоторые закончились эскалацией насилия как со стороны митингующих, так и со стороны власти. Правительство обвинило в организации протестов «фашистских» лидеров оппозиции, капиталистов и иностранные государства. В то же время оппозиция в свою очередь обвинило власти страны в цензуре, политических арестах и поддержке групп, так называемых «коллективов», которые совершали насилие против демонстрантов и последних.

## Избирательная система
Начиная с 2015 года, 167 членов Национальной ассамблеи избираются по смешанной мажоритарной системе; 113 членов избираются системой выборов, где побеждает тот, кто получает большинство голосов избирателей в 87 избирательных округах. 51 депутат избирается голосованием по закрытым спискам избирателями 23 штатов и Федерального округа. Места в Национальной ассамблее распределяются между партиями с помощью метода д’Ондта. Ещё три места предназначены для представителей коренных народов и депутаты избираются соответственно местной общиной.
Оппозиционная коалиция провела 17 мая предварительные выборы в 33 из 87 избирательных округов, для того, чтобы определить кандидатов на 42 места в Национальную ассамблею; ожидается, что ещё 125 кандидатов будут отобраны методом «консенсуса» среди партийных лидеров. Позже в предвыборные правила были внесены изменения, и теперь 40 % кандидатов должны составлять женщины, также власти запретили нескольким популярным кандидатам от оппозиции выезжать за пределы государства, шаг, который эксперты назвали неконституционным. 28 июня ЕСПВ провела свои предварительные выборы во всех 87 избирательных округах и заявила, что в них приняли участие 3 162 400 избирателей, хотя некоторые боливийские наблюдатели сообщали о значительно меньшем числе избирателей, принявших участие в этих выборах — менее 1 млн участников, или около 5 % избирателей.

## Наблюдение за выборами
10 октября 2015 года представители Бразилии отказались участвовать в объединённой миссии наблюдателей, задачей которой было работать на выборах в Венесуэле. Они заявили, что причиной такого шага является отсутствие гарантий со стороны правительства этого государства, а также запрет выбора главы делегации.

## Результаты выборов

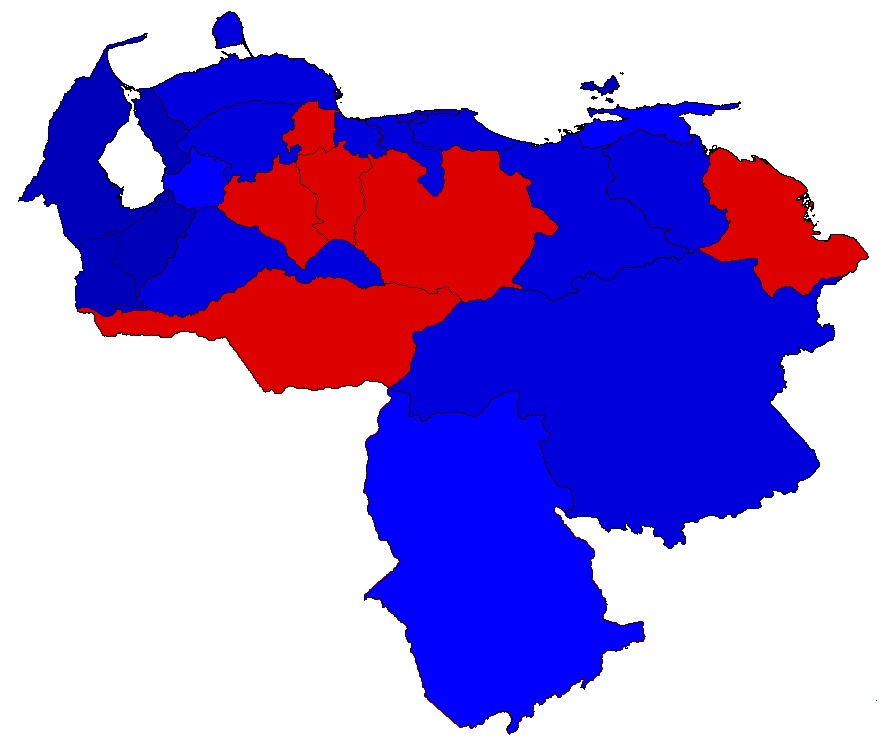
Результаты выборов по штатам.

Распределение мест среди партий:
Круглый стол демократического единства:
«За справедливость»: 33
Демократическое действие: 25
«Новое время»: 18
«Народная воля»: 14
«Радикальное дело»: 4
Прогрессивное движение Венесуэлы: 4
Депутаты от коренных народов: 3
«Проект Венесуэла»: 2
Продвинутые прогрессисты: 2
«Чёткий счёт»: 2
«Новые люди»: 1
Альянс смелых людей: 1
«Давай, Венесуэла»: 1
Беспартийные: 2 «Большой патриотический полюс Симона Боливара»:
Единая социалистическая партия Венесуэлы: 52
Коммунистическая партия Венесуэлы: 2
Авангард двухсотлетней республики: 1

Первые результаты были обнародованы главой Национального избирательного совета Тибисай Лусена в 12:30 7 декабря, более чем через 6 часов после закрытия избирательных участков. Согласно им блок «Круглый стол демократического единства» завоевал 99 мест в Национальной ассамблее, а правящая Единая социалистическая партия Венесуэлы только 46 мандатов. Судьба оставшихся 22 мест должна была определиться позднее. Президент Венесуэлы Николас Мадуро, комментируя заявление Лусены, заявил, что выборы состоялись и признал победу оппозиции, назвав результаты голосования победой Конституции и демократии. Вечером 7 декабря Национальный избирательный совет сообщил новые данные о распределении мест, согласно которым, количество мандатов у оппозиции увеличилось до 110, а у ЕСПВ до 55.
Окончательные результаты Национальный избирательный совет обнародовал 8 декабря, более чем через два дня после окончания выборов. Согласно им блок «Круглый стол демократического единства» завоевал 112 мест, считая три места, выделенных для коренных народов и которые заняли сторонники оппозиции, а пропрезидентский блок «Большой патриотический полюс Симона Боливара» (ЕСПВ + союзники) — 55 мандатов.
|                                                                    |                                          |            |       |       |     |
| Партия                                                             | Партия                                   | Голоса     | %     | Места | +/- |
|                                                                    | Круглый стол демократического единства   | 7 726 066  | 56,22 | 109   | ▲45 |
|                                                                    | Единая социалистическая партия Венесуэлы | 5 622 844  | 40,91 | 55    | ▼43 |
|                                                                    | Прочие                                   | 394 064    | 2,87  | 0     | ▼2  |
|                                                                    | Места для коренных народов               | -          | -     | 3     | ▬   |
| Недейств./пустых бюллетеней                                        | Недейств./пустых бюллетеней              | 686 119    | -     | -     | -   |
| Всего                                                              | Всего                                    | 13 742 974 | 100   | 167   | ▲2  |
| Зарегистрированных избирателей/Явка                                | Зарегистрированных избирателей/Явка      | 19 540 000 | 74,17 | -     | -   |
| Источник: CNE Архивная копия от 10 декабря 2015 на Wayback Machine |                                          |            |       |       |     |